# Robèrt Arricau
Robèrt Arricau és un militant occitanista bearnès, simpatitzant del moviment polític Anaram Au Patac. Detingut el 30 de novembre de 2004 a Salias, li fou aplicada la presó preventiva durant més d'un any i mig. Fou finalment alliberat el 23 de juny de 2006. Ell i el seu germà, empresonat també en un primer moment, foren acusats d'haver participat en l'allotjament a casa dels seu germà a França dels dirigents d'ETA de Mikel Antza i Maria Soledad Iparraguirre Anboto entre 1999 i 2004 quan eren els caps dels aparells polític i financer de l'organització, respectivament, fets pels què finalment se'l condemnaria a cinc anys de presó.
La presó preventiva de Robèrt Arricau, desenvolupada sense procés i que durà un total de 571 dies, va mobilitzar moltes organitzacions i personalitats de la cultura i de la societat en general, d'entre els qui es pot destacar Jacques Gaillot (bisbe de Patèrnia, Algèria), Sèrgi Javaloyès (escriptor bearnès), l'Ostau Bearnés, Anaram Au Patac, Iniciativa Per Occitània, CNT, etc. Un comitè de suport a la defensa dels drets d'Arricau s'organitzà a Pau, que recollí signatures i organitzà nombroses manifestacions. També s'organitzaren comitès de suport a París i Tolosa de Llenguadoc. El 2008  Askatasuna va criticar l'acarnissament de persecució fins a l'absurd de la justícia francesa en la lluita contra el terrorisme ETA.